# Большой Крака
Большой Крака (Оло Ҡыраҡа) — горный хребет на Южном Урале. Находится на территории Белорецкого района РБ.
Хребет Большой Крака относится к хребтам Башкирского (Южного) Урала, расположенным в Белорецком районе РБ.
Хребет вытянут по меридиану между рек Рязи и Б. Саргаи (притоки р. Белая).
Длина — 6 км, ширина — 4,5 км, высота — 1008 м.
Рельеф разнообразен: пологие подножия, скалистые склоны, плоские вершины.
Состоит из песчаников, сланцев и известняков палеозоя.
Ландшафты — сосновые, сосново-лиственничные и мелколиственные леса.
В северной части хребта растет популяция лука косого, которая является памятником природы.

## Топонимика
Название хребта в переводе с башкирского Оло Ҡыраҡа означает — большой хребет.